# Pafos (filla de Pigmalió)
D'acord amb la mitologia grega, Pafos (en grec antic: Παφος) va ser una heroïna, filla de Pigmalió, rei de Xipre, i de la seua estàtua animada, Galatea. Es va unir a Apol·lo i va tenir un fill, Cíniras, que va ser també rei de Xipre. Una tradició diu que va donar nom a la ciutat de Pafos, però altres autors diuen que la ciutat la va fundar un home, Pafos, fill de Cèfal i d'Eos, l'Aurora.